# Приказ лифляндских дел
Приказ лифляндских делили Приказ лифляндской земли — временный орган центрального управления, существовавший с июля 1658 по 8 декабря 1662 годы. Он управлял территориями, занятыми русскими войсками в ходе русско-шведской войны 1656—1658. Так как в декабре 1658 года между Россией и Швецией было на три года заключено Валиесарское перемирие, то ряд территорий остались за Россией. Через три года планировалось заключение мира или продление перемирия. Летом 1659 года планировалось межевание новой границы.
По соглашению за Россией оставлялись города Дерпт (Юрьев), Кокенгаузен, Маринбург (Алтыст), Нейгаузен, Влех, Динабург, Лютин, Режица, Сыренск.
Но внешнеполитическая ситуация изменилась. После заключения 21 июня 1661 года Кардисского мирного договора прибалтийские земли были возвращены Швеции, а приказ был упразднен.

## Руководители
- Руководитель — окольничий Федор Михайлович Ртищев;
- Денис Савлуков до 1660 года подьячий, с 1660 года — дьяк